# Archichlora herbosa
Archichlora herbosa là một loài bướm đêm trong họ Geometridae.